# ひまわり (TUBEの曲)
「ひまわり」は、日本のバンドTUBEの29枚目のシングルである。1999年4月21日発売。発売元はソニー・ミュージックレコーズ。

## 概要
- 前作から8ヶ月ぶりとなるシングル。
- 2022年にリリースされたシングル「夏立ちぬ」にて「ひまわり (Love & Peace ver.)」として再録されている[1]。
- カップリング曲の「夏のかけら」は本作のCDが廃盤になって以降、長い間アルバム未収録で入手困難な状況が続いたが、2025年8月2日に各配信サイトでのダウンロード配信及びサブスクリプション配信が開始された[2]。

## 収録曲
| 全作詞: 前田亘輝、全作曲: 春畑道哉、全編曲: TUBE。 |                                 |          |            |      |
| #                                                  | タイトル                        | 作詞     | 作曲・編曲 | 時間 |
| 1.                                                 | 「ひまわり」                    | 前田亘輝 | 春畑道哉   | 4:26 |
| 2.                                                 | 「夏のかけら」                  | 前田亘輝 | 春畑道哉   | 4:26 |
| 3.                                                 | 「ひまわり (Original Karaoke)」 | 前田亘輝 | 春畑道哉   | 4:26 |
| 合計時間:                                          | 合計時間:                       | 13:18    |            |      |

## 収録アルバム
- Blue Reef (#1)
- TUBEst III (#1)
- 35年で35曲 “夏と恋” ～夏の数だけ恋したけど～（#1、リミックス）
- All Singles TUBEst -Blue- (#1)

## タイアップ
ひまわり
- クラフト「切れてるチーズ」CMソング